# Kastberga slot
Kastberga slot er et svensk slot i landsbyen af samme navn i Eslöv kommune, Skåne.
Slottet ligger lige nord for Eslöv og blev opført af Fabian Gustaf Wrede, da Ellinge slot blev delt ved Carl Fredrik Dyckers død i 1889. Katarina Crafoord, datter af Holger Crafoord, som grundlagde medicinalfirmaet Gambro, opbyggede under sin tid på slottet et omfattende antikvariat på slottet.

## Ejere
- 1889-1912: Friherre Fabian Gustaf Wrede
- 1912-1925: Friherre Axel Carl Wrede
- 1925-1935: Kaptajn P.G. Sjövall
- Niels-Erik Axelsson
- Lennart Olsson
- 1978-1985: J. Michael Odqvist
- 1985-2007: Katarina Crafoord
- 2007- : Thomas Høiland (dansk auktionsdirektør)

55°51′33″N 13°20′47″Ø / 55.85917°N 13.34639°Ø